# Lijst van Eerste Kamerleden voor de PvdD
Een overzicht van alle Eerste Kamerleden voor de Partij voor de Dieren (PvdD).
| Eerste Kamerlid          | Begindatum      | Einddatum      |
| ------------------------ | --------------- | -------------- |
| Niko Koffeman            | 12 juni 2007    |                |
| Christine Teunissen      | 9 juni 2015     | 9 oktober 2018 |
| Christine Teunissen      | 12 maart 2019   | 30 maart 2021  |
| Floriske van Leeuwen     | 16 oktober 2018 | 11 maart 2019  |
| Peter Nicolaï            | 11 juni 2019    |                |
| Henriëtte Prast          | 6 april 2021    | 12 juni 2023   |
| Ingrid Visseren-Hamakers | 13 juni 2023    |                |